# 메딘

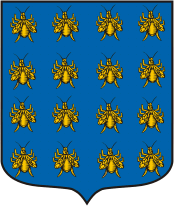
시 문장

메딘(러시아어: Медынь)는 러시아 칼루가주 북부에 위치한 도시로, 인구는 7,940명(2002년 기준)이다. 칼루가(칼루가 주의 주도)에서 북서쪽으로 60km 정도 떨어진 곳에 위치한다. 1386년에 처음 등장했으며 1776년 시로 승격되었다.